# Klaus Weise (Dirigent)

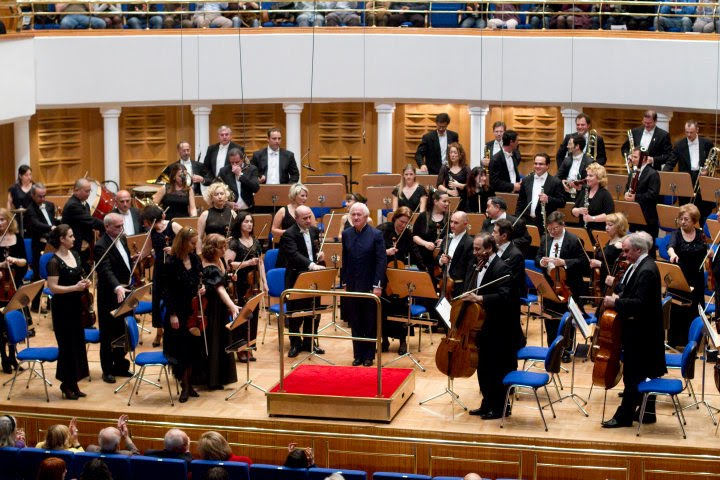
Klaus Weise mit dem Orchester der Bilkent-Universität in Ankara (2011)

Klaus Fritz Weise (* 30. Januar 1936 in Kolpin, heute Polen; † 4. September 2022 in Villeneuve-Loubet, Frankreich) war ein deutscher Dirigent.

## Biografie
Klaus Weise stammte aus dem heute polnischen Pommern. Nach dem Studium in Leipzig, Dresden und Berlin wurde er in Trier engagiert. Über Wuppertal kam er als Kapellmeister nach Kiel und Essen, wo er zugleich an der Folkwang-Hochschule Dirigieren unterrichtete und die Orchesterklasse leitete. In Bern wurde er Chefdirigent des Stadttheaters.
Seit 1978 war Weise Generalmusikdirektor, zuerst an den Städtischen Bühnen Freiburg, ab 1981 am Theater Kiel und von 1985 bis 1990 bei den Dortmunder Philharmonikern. Anschließend war er bis 1997 Chefdirigent der Oper Nizza und des dortigen Philharmonischen Orchesters.  Von 1997 bis 2000 war er Generalmusikdirektor beim Königlichen Symphonieorchester von Sevilla.
Ab 2000 war Weise als freischaffender Dirigent tätig. Er arbeitete mit dem internationalen Orchester des Jerusalem-Festivals und hatte Verträge als ständiger Gastdirigent an der Oper in Kopenhagen, der Oper in Stockholm, der Opéra National de Bordeaux und der New York City Opera. Er gastierte auch bei zahlreichen weiteren führenden Orchestern und Opernhäusern in Europa und Brasilien sowie bereits seit 1987 in Japan und seit 1998 als Gastdirigent bei den Chinesischen Philharmonikern in Peking.
Von 2004 bis 2007 war er als Nachfolger von Roger Epple Generalmusikdirektor an der Oper Halle und seit Sommer 2006 zugleich Chefdirigent der Staatskapelle Halle. Nach einem Streit mit dem Orchester wegen ungeklärter Kürzungspläne der Stadt Halle verkündete Weise im März 2007 spontan seinen Rücktritt und bat um die vorzeitige Entlassung aus seinem Vertrag, der bis 2008 laufen sollte. Im Mai 2007 gab er sein Abschiedskonzert in Halle. Anschließend dirigierte er abwechselnd in Ankara (Bilkent-Sinfonieorchester), in Kiel, Paris, Seoul, Peking und Guangzhou.